# Glycine cyrtoloba
Glycine cyrtoloba är en ärtväxtart som beskrevs av Mary Douglas Tindale. Glycine cyrtoloba ingår i släktet sojabönor, och familjen ärtväxter. Inga underarter finns listade i Catalogue of Life.